# Jimenez (Misamis Occidental)
Jimenez is een gemeente in de Filipijnse provincie Misamis Occidental op het eiland Mindanao. Bij de laatste census in 2007 had de gemeente ruim 24 duizend inwoners.

## Geografie

### Bestuurlijke indeling
Jimenez is onderverdeeld in de volgende 24 barangays:
| - Adorable - Butuay - Carmen - Corrales - Dicoloc - Gata - Guintomoyan - Macabayao - Malibacsan - Matugas Alto - Matugas Bajo - Mialem | - Nacional - Naga - Palilan - Rizal - San Isidro - Santa Cruz - Seti - Sibaroc - Sinara Alto - Sinara Bajo - Tabo-o - Taraka |

## Demografie
Jimenez had bij de census van 2007 een inwoneraantal van 24.340 mensen. Dit zijn 1.128 mensen (4,9%) meer dan bij de vorige census van 2000. De gemiddelde jaarlijkse groei komt daarmee uit op 0,66%, hetgeen lager is dan het landelijk jaarlijks gemiddelde over deze periode (2,04%). Vergeleken met de census van 1995 is het aantal mensen met 2.906 (13,6%) toegenomen.

De bevolkingsdichtheid van Jimenez was ten tijde van de laatste census, met 24.340 inwoners op 81,43 km², 298,9 mensen per km².